# ジェプツンタンパ3世
ジェプツンタンパ3世（1758年 - 1773年）は、モンゴルの北部ハルハを本拠として活動した化身ラマの名跡ジェプツンタンパの第3代。法名としてイシダンバニャム (lshidambanima) 、イェシェタンパニマ (ye Shes dampa nyima) の名をもつ。

## チベットに転生
ジェプツンダンパの名跡は初代以来、2代にわたりトシェート・ハーンの首長家から出て、部族の枠を超えた宗教的・政治的権威を発揮し、ハルハ全体の動向に大きな影響をふるった。清朝はチンギス・ハンの子孫たちのうち、かつて全モンゴルを支配したことがあるチャハル部や帰化城トメト部の首長家を取り潰していたが、乾隆帝は、モンゴル全体を統合しうる権威をもつ家系がふたたび出現することを防ぐため、第2世の転生者をチベットで捜索させるよう指示した。
ジェプツンダンパ3世は、父はチベット東部リタンの領主テンジンゴンボ (bstan 'dzin mgon po) 、母ノルジンワンボの子として、1758年に奇瑞とともに誕生した。
1762年8月、ハルハ王公はイヘ・フレーに会し、サキャ・パンディタ・ホトクトをはじめとする800人の迎接団の派遣を決定、団長に有力王公を推挙し、乾隆帝はザサクト・ハン・マニバダラを指名した。10月、イヘ･フレーを出発、翌63年4月リタン着。同月リタン発、西寧、寧夏、オルドス経由で、9月南モンゴルのドロン・ノールに着。ここでチャンキャ・ルルペードルジェより戒律を授かる。11月、イヘ･フレーに坐牀した。

## 夭折
第3世の在位中、ジェプツンタンパの移動教団イヘ・フレーでは組織の整備や仏殿、学堂の整備などが進んだが、3世自身はなんらなすことのないまま、1773年夭折した。

## 「夢」によりチベット出身の伝統確立を目指す
乾隆帝は3世夭折の報を受けると、夢の中に3世が姿を現し、「故郷のチベットにかえる」と告げた後、西方に向け急ぎ去ったと述べ、ジェプツンタンパがチベットに生誕するという伝統の確立を図った。